# Bartolomeo Maranta
Para otros usos del nombre, ver Maranta.
Bartolomeo Maranta, o Bartholomaeus Marantha (ca. 1500 - 1571) fue un médico, botánico, y teórico literario italiano, de Venosa.

## Vida

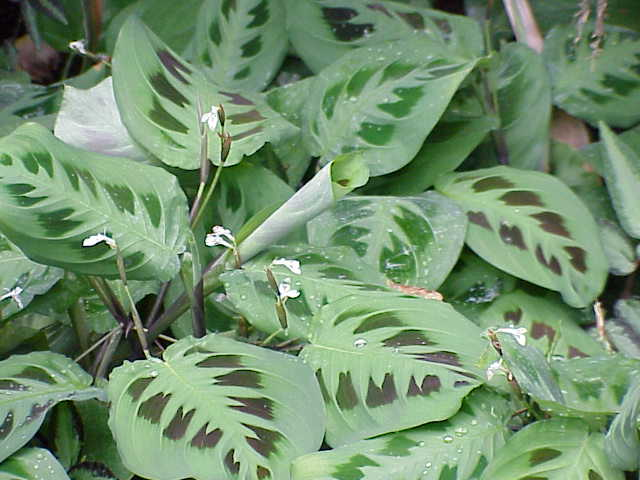
Maranta leuconeura E.Morren, nombrada en su honor.

Maranta fue discípulo del botánico y médico Luca Ghini. De 1554 a 1556, trabajó en el Jardín Botánico de Nápoles , que Gian Vincenzo Pinelli había fundado, y hacia 1568 había ayudado a desarrollar un incipiente jardín botánico en Roma.
Fue amigo del naturalista Ulisse Aldrovandi y se conservan veintidós cartas de su correspondencia. Maranta fue tanto amigo como rival de Pietro Andrea Mattioli; pues los dos compitieron tras la muerte de Ghini sobre quien heredaría sus documentos de maestro y su herbario.

## Medicina y botánica
Maranta fue médico del Ducado de Mantua y más tarde del cardenal Branda Castiglioni. Combinó sus intereses en medicina y botánica en el texto Methodi cognoscendorum simplicium (1559), en el cual organizaba el tema de la farmacología botánica por nomenclatura, identificación de especies, y propiedades medicinales.
Maranta y otros naturalistas del siglo XVI diferían de sus predecesores clásicos en permitir que la evidencia empírica influyera en sus obras; Maranta escribió que no se puede "avanzar el conocimiento de simples … sin ver diferentes lugares y hablar con diversas personas [que son] expertas en su profesión."
El texto más referenciado de Maranta fue su tratado sobre antídotos y venenos: Della Teriaca et del Mithridato, en dos volúmenes, de 1572. Maranta manifestó que la teriaca había sido probada en criminales condenados a muerte y que las pruebas en la antigüedad eran infalibles. También realizó un texto para todas las dolencias. Si la teriaca no producía resultados, dijo, se debía a que los médicos y farmacéuticos desconocían su composición. Maranta dirigió experimentos en el Museo de Historia natural de Ferrante Imperato sobre las proporciones de vino necesarias para disolver los ingredientes de la teriaca, afirmando que "preserva la salud" y "cura al enfermo." Pero la teriaca era una droga controvertida; en los 1570s, dos médicos habían sido expulsados del Colegio de Médicos de Brescia por sobreprescribirla, y Maranta tuvo que aceptar las críticas y sustituir un ingrediente en la fórmula.

## Crítica literaria
La teoría crítica de Maranta, como la del comentador de Aristóteles Francesco Buonamici, es con frecuencia aristotélica. Su obra principal de crítica literaria fue Lucullianae quaestiones, en cinco volúmenes, (1564). Uno de los intereses de Maranta fueron los efectos de maraviglia, o "la maravilla," en gráficos. Torquato Tasso había definido maraviglia en la épica como "cualquier asunto virtuoso que sobrepase la capacidad ordinaria de los grandes hombres," incluyendo los milagros, pero maraviglia también podría derivar del arte verbal y del estilo. Maranta describe las "maravillas" de la tragedia y de la épica como "sin precedentes, nueva, y más allá de lo esperado."
Como Buonamici, Maranta intentó resistir la tendencia de sus contemporáneos del Renacimiento en ver la poesía como sujeto de la retórica. Pero de todos los críticos literarios italianos, solo Maranta asevera con insistencia en la superioridad de la poesía sobre la retórica y la historia. En este sentido, fue comparado con Philip Sidney, aunque no es probable que su obra fuera conocida por el poeta y crítico inglés. Maranta creía que los poetas eran más poderosos docentes que filósofos debido a que su discurso era más vívido que abstracto, moviendo pasiones y demostrando conductas.

## Honores
Marantaceae Petersen, una familia de herbáceas perennes relacionadas con los jengibres, se nombró en su honor. Su nombre también lo lleva una calle de Roma.
- La abreviatura «Maranta» se emplea para indicar a Bartolomeo Maranta como autoridad en la descripción y clasificación científica de los vegetales.[16]